# Румънски мавзолей (Гривица)
Румънският мавзолей (на румънски: Mausoleul român din satul Grivița) е православен храм-костница в плевенското село Гривица, България, построен в памет на загиналите румънски офицери и войници в Битката при Гривица в 1877 година по време на Руско-турската война. Църквата-костница е част от Плевенската епархия на Българската православна църква.

## История
Мавзолеят е построен в периода от 1892 до 1897 година, а откриването му е в 1902 година по повод 25-годишнината от Битката при Гривица. Състои се от храмово помщение и костница, в която в мраморни саркофази се съхраняват костите на загиналите румънски войници. Стенописите в църквата са дело на румънски зографи. Иконостасът е дело на представители на Дебърската художествена школа от българския мияшки резбарски род Филипови. Резбованият иконостас е с четири икони, на които са изобразени Исус Христос, Свети Николай, Архангел Михаил и Богородица с младенеца. Към иконостаса е прикрепен бронзов медальон с посвещение на румънски език и изписана 1902 година.
В 1958 година около мавзолея е изграден мемориален парк, който заема площ от 360 декара.